# Rhagium inquisitor
Rhagium inquisitor е вид бръмбар от сем. Сечковци. Среща се в Холарктика, включително в почти цяла Европа и България. Развива се в разнообразие от иглолистни дървета, понякога и в широколистни.

## Разпространение
Rhagium inquisitor е с холарктическо разпространение и се среща в:
- Цяла Европа[2]
- Части от Северна Африка – Мароко[4]
- Голяма част от Азия – предимно северните части[4]
- Северна Америка – в бореалните (северните) райони[5]

Според някои учени, популациите в С. Америка не са от същия вид и Rhagium inquisitor се среща само в Палеарктика.
В България видът е широко разпространен на височина 0÷2000 m.

## Външен вид

### Яйце
Яйцето е овално, издължено, в едната половина малко по-широко. Има размери 1,8×0.8 mm.

### Ларва
Ларвата е кремава на цвят с кафеникава глава. На дължина достига до 30 mm.
Главата е особено отличителна – силно сплесната, широка и не е вмъкната в преднегръба. Има около 10 епистомални четинки (на предния край на челото), обособени в четири групички. Липсва напречна челна линия.
Последният коремен сегмент няма шипче.

### Имаго
Имагото е с дължина 10÷22 mm. Външният скелет е предимно черен, по-светъл е върху част от бедрата, коксите и неравномерно по елитрите. Целият е покрит неравномерно със светли космици.
Главата е слабо удължена, плоска отгоре и покрита с гъсто точкуване. Очите са силно изпъкнали и с едва изразена изрезка от страната на антенките. Антенките са сравнително къси за сечко, достигат малко след предния ръб на елитрите, когато са опънати назад.
Преднегръбът е с добре изразени странични шипчета.
Елитрите с широки, заоблени рамене; слабо вдлъбнати зад тях и слабо стесняващи се назад; накрая заоблени. Имат по 3 надлъжни ребра. Имат жълтеникаво-кафяв цвят с неправилни черни петна, от които обикновено се открояват две двойки напречно-диагонални черни ивици. Покрити са с гъсти светли космици, които стават по-редки върху черните петна.

## Жизнен цикъл
Обитава иглолистни или смесени гори. Ларвата се развива предимно в иглолистни дървета (бор, смърч, ела, лиственица), но понякога и в широколистни (бреза, бук, дъб).
Имагото се появява през април-юни и може да се види най-вече върху гостоприемниците си, но понякога и върху различни цветове. Женската снася яйцата си в пукнатините на кората, понякога по няколко на едно място. Способна е да снесе 50÷120 яйца. Избира съхнещи и повалени дървета, трупи и пънове. До 2-3 седмици, от яйцата се излюпват ларвите, които започват да дълбаят ходове в ликото, често без да засягат дървесината. Ларвите зимуват еднократно и на следващата година какавидират. Какавидите също зимуват и на следващата година имагинират. По този начин, жизненият цикъл се извършва за две години.